# Lucie Hanušová
Lucie Hanušová (ur. 26 listopada 1976 w Prachaticach) – czeska biegaczka narciarska, dwukrotna medalistka mistrzostw świata juniorów.
W 1994 roku wystąpiła na mistrzostwach świata juniorów w Breitenwang, gdzie zdobyła złoty medal w sztafecie. Zajęła tam ponadto szóste miejsce w biegu na 15 km stylem dowolnym. Na rozgrywanych rok później mistrzostwach świata juniorów w Gällivare była druga w sztafecie, ósma w biegu na 15 km stylem dowolnym i dziewiętnasta w biegu na 5 km techniką klasyczną. W 1995 roku wystąpiła też na mistrzostwach świata w Thunder Bay, gdzie była ósma w sztafecie, a jej najlepszym indywidualnym wynikiem było 34. miejsce na dystansie 30 km techniką dowolną. W Pucharze Świata zadebiutowała 20 grudnia 1994 roku w Sappadzie, zajmując 32. miejsce w biegu na 5 km stylem dowolnym. Mimo kilkukrotnych startów w zawodach tego cyklu nigdy nie zdobyła punktów. Nigdy też nie wystąpiła na igrzyskach olimpijskich.
Jej siostra, Kateřina Nash, także uprawiała biegi narciarskie.

## Osiągnięcia

### Mistrzostwa świata
| Miejsce | Dzień    | Rok  | Miejscowość | Konkurencja            | Czas biegu | Strata  | Zwyciężczyni    |
| ------- | -------- | ---- | ----------- | ---------------------- | ---------- | ------- | --------------- |
| 50.     | 12 marca | 1995 | Thunder Bay | 5 km stylem klasycznym | 15:23,7    | +2:13,6 | Łarisa Łazutina |
| 44.     | 14 marca | 1995 | Thunder Bay | 5+10 km pościgowy      | 43:19,6    | +4:42,8 | Łarisa Łazutina |
| 8.      | 16 marca | 1995 | Thunder Bay | Sztafeta 4x5 km        | 53:47,6    | +5:35,6 | Rosja           |
| 34.     | 18 marca | 1995 | Thunder Bay | 30 km stylem dowolnym  | 1:16:27,3  | +8:09,6 | Jelena Välbe    |

### Mistrzostwa świata juniorów
| Miejsce | Dzień       | Rok  | Miejscowość | Konkurencja            | Wynik     | Strata  | Zwyciężczyni               |
| ------- | ----------- | ---- | ----------- | ---------------------- | --------- | ------- | -------------------------- |
| 1.      | 28 stycznia | 1994 | Breitenwang | Sztafeta 4x5 km        | 1:06:19,6 | -       | -                          |
| 6.      | 30 stycznia | 1994 | Breitenwang | 15 km stylem dowolnym  | 41:53,5   | +2:15,5 | Julija Czepałowa           |
| 19.     | 1 marca     | 1995 | Gällivare   | 5 km stylem klasycznym | 15:46,8   | +1:01,9 | Natalia Baranowa-Masałkina |
| 2.      | 3 marca     | 1995 | Gällivare   | Sztafeta 4x5 km        | 1:01:31   | +1:43   | Rosja                      |
| 8.      | 5 marca     | 1995 | Gällivare   | 15 km stylem dowolnym  | 43:16,9   | +2:35,3 | Julija Czepałowa           |
| 4.      | 2 lutego    | 1996 | Asiago      | Sztafeta 4x5 km        | 1:01:49,8 | +1:13,1 | Rosja                      |

### Puchar Świata

#### Miejsca w klasyfikacji generalnej
- sezon 1994/1995: -
- sezon 1996/1997: -

#### Miejsca na podium
Hanušová nigdy nie stała na podium zawodów PŚ.